# Kanton Moirans-en-Montagne
Moirans-en-Montagne is een kanton van het Franse departement Jura. Het kanton maakt deel uit van de arrondissementen Saint-Claude (15) en Lons-le-Saunier (35).

## Gemeenten
Tot 2014 omvatte het kanton 16 gemeenten.
Na de herindeling van de kantons bij decreet van 17 februari 2014 met uitwerking op 22 maart 2015 omvatte het 63 gemeenten.
De op 1 januari 2016 gevormde fusiegemeenten (commune nouvelle) La Chailleuse en Lavans-lès-Saint-Claude die hierdoor gedeeltelijk binnen het kanton vielen werden respectievelijk overgeheveld naar de kantons Saint-Amour en Coteaux du Lizon door een decreet van 5 maart 2020.
Op 1 januari 2017 werden de gemeenten Chatonnay, Fétigny, Légna en Savigna samengevoegd tot de fusiegemeente (commune nouvelle) Valzin en Petite Montagne. Eveneens op 1 januari 2017 werden de gemeenten Coisia en Thoirette samengevoegd tot de fusiegemeente (commune nouvelle) Thoirette-Coisia.

Op 1 januari 2019 werden de gemeenten Cézia, Chemilla, Lavans-sur-Valouse en Saint-Hymetière samengevoegd tot de fusiegemeente (commune nouvelle) Saint-Hymetière-sur-Valouse.
Hierna volgt een lijst met de gemeenten van het kanton Moirans-en-Montagne, toestand 1 januari 2021. 
| 1. Alièze 2. Arinthod 3. Aromas 4. Beffia 5. La Boissière 6. Cernon 7. Chamberia 8. Chancia 9. Charchilla 10. Charnod 11. Châtel-de-Joux 12. Chavéria 13. Condes 14. Cornod 15. Courbette 16. Coyron 17. Crenans | 18. Dompierre-sur-Mont 19. Dramelay 20. Écrille 21. Étival 22. Genod 23. Jeurre 24. Lect 25. Les Crozets 26. Maisod 27. Marigna-sur-Valouse 28. Marnézia 29. Martigna 30. Mérona 31. Meussia 32. Moirans-en-Montagne (hoofdplaats) 33. Montcusel 34. Moutonne | 35. Nancuise 36. Onoz 37. Orgelet 38. Pimorin 39. Plaisia 40. Présilly 41. Reithouse 42. Rothonay 43. Saint-Hymetière-sur-Valouse 44. Sarrogna 45. Thoirette-Coisia 46. La Tour-du-Meix 47. Valzin en Petite Montagne 48. Vescles 49. Villards-d'Héria 50. Vosbles-Valfin |  |